# P진수 L-함수
p진수 제타함수(p-adic zeta function) 또는 p진수 L-함수(p-adic L-function)란 리만 제타 함수 또는 디리클레 L-함수와 유사한 함수이며, 함수의 정의역과 치역이 p진수인 것을 말한다(여기서 p는 소수이다).

## 디리클레 L-함수
디리클레 L-함수는 급수
{\displaystyle L(s,\chi )=\sum _{n=1}^{\infty }{\frac {\chi (n)}{n^{s}}}=\prod _{p{\text{ prime}}}{\frac {1}{1-\chi (p)p^{-s}}}}
의 해석적 연속으로부터 정의할 수 있다. 음의 정수에 대한 디리클레 L-함수의 값은
{\displaystyle L(1-n,\chi )=-{\frac {B_{n,\chi }}{n}}}
이다. 여기에 Bn,χ는 일반화된 베르누이 수이며, 인도자(conductor) f를 갖는 디리클레 지표 χ에 대하여,
{\displaystyle \displaystyle \sum _{n=0}^{\infty }B_{n,\chi }{\frac {t^{n}}{n!}}=\sum _{a=1}^{f}{\frac {\chi (a)te^{at}}{e^{ft}-1}}}
로 정의된다.

## 보간법을 이용한 정의
구보타 토미오(久保田富雄)와 하인리히-볼프강 레오폴트(Heinrich-Wolfgang Leopoldt)에 의해 처음 정식화된 p진수 L-함수 Lp(s, χ)는 p에서의 오일러 인자를 제거한 디리클레 L-함수를 통해 보간법으로 정의될 수 있다. 이를테면, p-1로 나눌 수 있는 양의 정수 n에 대하여 Lp(s, χ)는 p진수 s의 연속함수로써 다음
{\displaystyle \displaystyle L_{p}(1-n,\chi )=(1-\chi (p)p^{n-1})L(1-n,\chi )}
을 만족하는 유일한 함수이다. 이때 우변은 통상의 디리클레 L-함수로부터 p에서의 오일러 인자를 제거한 것이다. p에서의 오일러 인자를 제거하지 않은 경우에는 우변은 p진수에서 연속이 되지 않는다. 우변의 연속성은 쿠머 합동(Kummer congruence)과 밀접한 관계가 있다.
n이 p-1로 나누어지지 않는 경우에는 일반적으로 이것이 성립하지 않는다. 대신 양의 정수 n에 대하여 다음이 성립한다.
{\displaystyle \displaystyle L_{p}(1-n,\chi )=(1-\chi \omega ^{-n}(p)p^{n-1})L(1-n,\chi \omega ^{-n}).}
여기서 χ는 타이히뮬러 지표(Teichmüller character) ω에 의한 뒤틀림 사상(twist map)을 가리킨다.

## 참고 문헌
- Kubota, Tomio; Leopoldt, Heinrich-Wolfgang (1964), “Eine p-adische Theorie der Zetawerte. I. Einführung der p-adischen Dirichletschen L-Funktionen”, 《Journal für die reine und angewandte Mathematik》, 214/215: 328–339, ISSN 0075-4102, MR 0163900[깨진 링크(과거 내용 찾기)]